# 국부 (일본사)
국부(일본어: 国府 고쿠후[*])는 나라 시대 내지 헤이안 시대의 율령국의 고쿠시가 정무를 보는 시설(국청)이 설치된 도시이다.

## 같이 보기
- 국군리제